# Харлан (Кентаки)
Харлан (енгл. Harlan) град је у америчкој савезној држави Кентаки.

## Демографија
По попису из 2010. године број становника је 1.745, што је 336 (-16,1%) становника мање него 2000. године.
| Група             | 2000.         | 2010.         |
| Белци             | 1.881 (90,4%) | 1.586 (90,9%) |
| Афроамериканци    | 146 (7,0%)    | 64 (3,7%)     |
| Азијати           | 18 (0,9%)     | 28 (1,6%)     |
| Хиспаноамериканци | 13 (0,6%)     | 41 (2,3%)     |
| Укупно            | 2.081         | 1.745         |